# Kilise Tepe
Kilise Tepe of Maltepe is een archeologische vindplaats op 1 km van Kışlaköy, in het district Mut in de Turkse provincie Mersin.

## Geschiedenis van de opgraving
De ruïneheuvel ligt tussen Karaman en Silifke in het dal van de rivier de Göksu. Opgravingen werden in eerste instantie gemotiveerd door de bouw van een stuwdam in deze rivier die de heuvel onder water zou doen verdwijnen. Uiteindelijk bleek dat het stuwmeer de heuvel toch niet zou bereiken en later werden de opgravingen hervat. Er zijn dus twee opgravingsperiodes 1994-2000 en 2007-2011 onder leiding van Nicholas Postgate.

## Geschiedenis van de vindplaats
De heuvel dankt zijn naam ("kerkheuvel") aan een Byzantijnse kerk uit de 5e eeuw waarvan de fundamenten nog aanwezig zijn. Daaronder ligt een goede 10 m materiaal uit de IJzer- en de Bronstijd. De oudste lagen dateren van ongeveer 2800 v.Chr., het Vroege Brons. De plek was een Hettitische nederzetting in de 14-13e eeuw, getuige een ivoren zegel met hiërogliefen. Het was waarschijnlijk een klein administratief centrum in die tijd.
Er zijn 7 of 8 lagen uit het Late Brons. Er werd een stuk hout gevonden met 192 groeiringen dat een datum rond 1381 v.Chr. opleverde. Rond 1300 v.Chr. werd de bebouwing vlak gemaakt en er werd iets anders op gebouwd, een gebouw met tien vertrekken. Ook het aardewerk veranderde. De plaats ontsnapte niet aan de onrust van de brandcatastrofe rond 1190 v.Chr. Laag III kwam in een brand ten einde, maar Hettitisch bewind kan in deze streken mogelijk nog wat langer voortgeduurd hebben dan in Hattusa. Ook in laag II zijn nog zegels gevonden met de naam Tarhunta-piya in hiërogliefen. Maar daarna ging de plaats opnieuw in vlammen op. Nadien wordt er nog wat Myceens aardewerk gevonden, maar dan wordt er handgevormd aardewerk aangetroffen, dat niet op een pottenbakkerswiel gemaakt is en worden de vondsten schaars. Pas rond 750 v.Chr. verandert dat weer en verschijnt er aardewerk zoals dat in het oostelijke deel van de Middellandse Zee in die tijd gebruikelijk is. Evenals in Kinet Höyük wordt er 'imitatie'-Cypriotisch aardwerk gevonden. In Kinet Höyük kan dat gedateerd worden op de periode 750-720 v.Chr.

## Strata
| Stratum | sub-periode | bijzonderheid            | datering             |
| ------- | ----------- | ------------------------ | -------------------- |
| I       |             |                          |                      |
| II      | g           |                          |                      |
| II      | f           |                          | IJzer III 550 v.Chr. |
| II      | e           |                          | IJzer II 750 v.Chr.  |
| II      | d           | eindigt in brand         | tot ca. 1150 v.Chr.? |
| II      | c           | eindigt in verwoesting   | 1200 v.Chr.?         |
| II      | b           | twee Hettische zegels    |                      |
| II      | a           |                          |                      |
| III     | d           | Anatolisch LBA aardewerk | 13e eeuw             |
| III     | c           |                          |                      |
| III     | b           |                          |                      |
| III     | a           |                          |                      |
| IV      |             |                          |                      |